# (38318) 1999 RM116
1999 RM116 (asteroide 38318) é um asteroide da cintura principal. Possui uma excentricidade de 0.17123980 e uma inclinação de 9.58473º.
Este asteroide foi descoberto no dia 9 de setembro de 1999 por LINEAR em Socorro.